# Drót (televíziós sorozat)
A Drót (eredeti cím: The Wire) amerikai televíziós dráma-sorozat, amely a marylandi Baltimore-ban játszódik, és ott is készült. A sorozat alapötlete David Simontól származik, aki korábban bűnügyi újságíróként dolgozott. A sorozatot az HBO gyártotta le és mutatta be elsőként, első epizódja 2002 nyarán került bemutatásra, a 60., egyben utolsó részt pedig 2008 tavaszán vetítették. Magyarországon a Duna TV tűzte műsorra 2007. március 22-én.
A Drót minden egyes évada Baltimore városának egy-egy különböző oldalával foglalkozik. Ezek (sorrendben): a drogkereskedelem, a kikötő, a város önkormányzata és vezetése, az iskolarendszer, illetve a nyomtatott sajtó. Ahogy Simon mondja: annak ellenére, hogy a sorozat alapvetően bűnügyi keretet kapott „igazából az amerikai városról, és arról szól, hogyan is tudunk együtt élni. Arról, hogy az egyes intézmények milyen hatással vannak az egyénekre, és nem számít, hogy zsaru, kikötőmunkás, drogdíler, politikus, bíró vagy épp ügyvéd vagy, végső soron harcolnod kell és olykor meg is kell alkudnod.”
Annak ellenére, hogy nem volt elsöprő kereskedelmi sikere, és sosem nyert egy nagyobb televíziós díjat sem, a Drótot mégis számos kritikus tartja a valaha volt legjobb televíziós sorozatok egyikének. A sorozat készítői mindvégig elkötelezettek maradtak a nagyvárosi élet realisztikus ábrázolásához, művészi törekvéseikhez és bonyolult szociológiai kérdéseket tártak fel.

## Történet

### Az 1. évad
Az első évad a szereplők két nagyobb csoportjával ismerteti meg a nézőt: a baltimore-i városi rendőrség tagjaival és a Barksdale család által irányított drogkereskedőkkel. Az évad főként a drogkereskedők elleni nyomozást követi nyomon.
A nyomozás kiváltó oka Jimmy McNulty nyomozó nem hivatalos találkozója Phelan bíróval, melyre D'Angelo Barksdale emberölési tárgyalása után került sor. A D'Angelo tárgyalásán a koronatanú visszavonta vallomását, ezért az ügy felmentéssel ért véget. McNulty elmondja a bírónak, hogy a Barksdale banda több tagját is látta a tárgyaláson, köztük Stringer Bellt, a bandavezér Avon Barksdale jobbkezét, és megosztja arra irányuló gyanúját, hogy a tanút a Barksdale banda megfenyegette. Elmondja továbbá azt is, hogy senki sem nyomoz a Barksdale banda tevékenységével kapcsolatban, ami pedig nagy részét teszi ki a városban folyó drogkereskedelemnek, valamint szerinte több gyilkosság is hozzájuk kötődik.
Phelan úgy dönt, hogy intézkedik az ügyben, és rábírja a rendőrség vezetőit egy a Barksdale banda kivizsgálására hivatott nyomozócsoport létrehozására. Azonban a rendőrség csak arra törekszik, hogy minél kisebb ráfordítással túl legyenek a számukra oly kényelmetlen megbízatáson. Az ügyben nyomozó rendőrök és főnökeik küzdelme – nem csak a bűnözök, hanem egymás elleni is – végigköveti a teljes évadot, s a vezetőség végig az ügy mielőbbi lezárására törekszik. A nyomozás vezetését és egyben az ellentétes érdekű rendőri csoportok közötti közvetítő hálátlan feladatát Cedric Daniels hadnagy kapja.
Eközben bemutatásra kerül a Barksdale banda szervezete és több tagja is, valamint Omar Little, aki a drogkereskedők árujának és pénzének meglovasításával keresi kenyerét.
A rendőrség eleinte csak jelentéktelen eredményeket ér el az utcai rajtaütésekkel és informátoraival, ezért taktikát váltanak és lehallgatásos megfigyelésbe kezdenek, melynek következtében egyre közelebb kerülnek a bűnszervezet vezetéséhez. A nyomokat követve Danielsék egyre inkább belemélyednek a drogpénz útjába, ezáltal olyan dolgokról is tudomást szereznek (pl. politikusok kapcsolata a bűnözőkkel), amiket főnökeik igyekeztek eltussolni. Amikor Barksdale egyik letartóztatott embere felajánlja együttműködését, a vezetőség úgy dönt, hogy ideje véget vetni a kellemetlen nyomozásnak. Ezért Kima Greggs nyomozó beépített munkát kap, azonban súlyosan megsérül a nyomozás során. Az eset után a rendőrség figyelme a Barksdale-bandára irányul, akik viszont így megsejtik, hogy nyomozás alatt állnak.
Wallace, aki információkkal szolgált a rendőrségnek, visszatér rejtekhelyéről, majd gyermekkori barátai, Bodie és Poot megölik őt Stringer Bell megbízásából. Amikor D'Angelo Barksdale, akit nagy mennyiségű drog szállítása közben tartóztatnak le, megismeri Wallace halálának körülményeit, hajlandó nagybátyja és Stringer ellen vallani. D'Angelo anyja azonban meggyőzi őt, hogy vonja vissza vallomását és vállalja a hosszú ideig tartó szabadságvesztést. A nyomozás eredményeként sikerül letartóztatni Avont egy kisebb bűncselekmény miatt, Wee-Bey pedig magára vállalja az összes gyilkosságot, még azokat is, melyeket nem ő követett el. Stringernek azonban sikerül kibújnia a felelősségre vonás alól, így átveszi a Barksdale-banda irányítását. Az eredményes munkával feletteseinek oly sok kellemetlenséget okozó rendőröket áthelyezik. Daniels a bizonyítékraktárban kap munkát, McNulty pedig a parti őrségnél.

### A 2. évad
A második évad főszála a munkásosztály problémáival és az ehhez kapcsolódó bűnözéssel foglalkozik. Az egész évadon áthúzódó mellékszál pedig a Barksdale banda ügyeit kíséri figyelemmel.
McNulty, aki a parti őrséghez került, igyekszik minden lehetséges módon kiszúrni az őt odajuttató volt főnökeivel, ezért amikor tizennégy ismeretlen női holttestet találnak a kikötőben, nagy erőfeszítések árán bizonyítja, hogy a holttestek megoldhatatlannak tűnő ügye a városi rendőrség, ezáltal volt főnökei hatáskörébe tartozik. Ezalatt Stan Valchek őrnagy vitába kerül Frank Sobotkával, a Kikötőmunkások Nemzetközi Szakszervezetének helyi vezetőjével, ezért nyomozást erőszakol ki ellene. Valchek veje, Prez, aki a Barksdale-nyomozás során Danielsszel dolgozott, őt javasolja a nyomozás vezetésére, így a posztot Daniels kapja. Daniels egyetlen kérése, hogy ha sikerrel zárul a nyomozás, csoportja Kiemelt Ügyek Egysége néven kapjon állandó státuszt a rendőrség szervezetén belül.
Csakúgy, mint az előző évadban, a nyomozás célpontjait itt is alaposan megismerhetjük, ahogy a kikötői munkások keserves sorsát is. Szakszervezeti vezetőként Sobotka nélkülözhetetlen fejlesztésekre igyekszik rábírni a politikusokat. Ehhez azonban kenőpénzre van szüksége, így kénytelen segíteni a kikötő körül dolgozó nemzetközi csempészszervezetet. Fia és unokaöccse szintén a könnyebb utat választják, hogy pénzt szerezzenek.
Danielsék számára hamar világossá válik, hogy Sobotkáéknak köze van a hullákhoz, ezért lehallgatásos megfigyelésbe kezdenek. Ennek eredményeként eljutnak A göröghöz, a csempészek titokzatos vezetőjéhez is. Valchek azonban mielőbb szeretné Sobotkát rács mögött látni, nem érdeklik a magasabb összefüggések, ezért az FBI-hoz fordul, hátha ők hajlandóak letartóztatni. A görögöt azonban figyelmezteti FBI-os kapcsolata, így elhagyja Baltimore-t.
Ziggyt letartóztatják, miután megöl egy vele elszámolási vitába keveredő orgazdát. Frank Sobotkát szintén letartóztatják csempészet vádjával. Frank, hogy segítsen fián, felajánlja együttműködését a nyomozóknak. FBI-os kapcsolatai révén azonban A görög tudomást szerez erről, és megöleti Sobotkát. A nyomozás végül fényt derít a hullák rejtélyére, valamint középszintű drogkereskedők és csempészek letartóztatásához vezet, azonban A görög és alvezére megússzák. Valchek és a vezetőség elégedett a nyomozással, Daniels és csapata azonban tudják, hogy sokkal mélyebbre áshattak volna és jelentősebb eredményt érhettek volna el, ha a vezetőség nem sietteti az eljárás befejezését.
Eközben a város másik felében a Barksdale banda Stringer irányítása alatt folytatja tevékenységét, míg Avon a börtönben ül. Miután Avon több rab halálát okozza kiszabadulása érdekében, D'Angelo úgy dönt, hogy minden kapcsolatot megszakít családjával. Ezért Stringer elrendeli a meggyilkolását, melyet öngyilkosságnak álcáztat.
Stringernek szembesülnie kell azzal, hogy rossz minőségű áruja miatt kezd területet veszteni. Ezért Avon háta mögött egyezséget köt legfőbb riválisukkal, a keleti városrész urával, Megbízható Joe-val: területet ad át jó minőségű áruért. Az egyezségről mit sem tudó Avon viszont csak arról értesül, hogy területeit elvették, így a rettegett bérgyilkoshoz, Mouzone Testvérhez fordul. Stringer ezt a kényes helyzetet úgy kívánja megoldani, hogy Mouzone Testvér ellen fordítja Omart, azzal, hogy Mouzone-ra keni Omar szerelmének halálát. Omar megsebesíti Mouzone-t, de felismeri, hogy Stringer átverte, ezért nem öli meg. Miután Mouzone elhagyja Baltimore-t, Stringer szabadon folytathatja üzleteit Joe-val.

### A 3. évad
A harmadik évad az utcára fókuszálja figyelmét, alszálként azonban megjelenik a sorozatban a politika világa is, illetve felvetődik a kábítószer-fogyasztás liberalizációjának kérdése is.
A Barksdale-banda elsődleges területét jelentő lakótornyok lerombolását követően a drogdílerek visszaszorulnak az utcákra. Avon kiszabadul a börtönből, Stringer pedig folytatja reformjait és együttműködését a többi bandavezérrel, melynek eredményeként megosztják mind az utcát, mind az anyagot, mind a bevételt egymás között. Feltűnik azonban egy új banda is a fiatal Marlo Stanfield vezetésével. Stringer tanácsa ellenére Avon erővel akarja elvenni Marlo helyét, ez pedig háborúhoz vezet. A droggal kapcsolatos erőszakos bűncselekmények jó indokul szolgálnak Daniels számára a nyomozás felelevenítésére.
Omar Little folytatja hadjáratát, és továbbra is csak a Barksdale bandától rabol. Új barátjával, Dantéval és két női társával komoly problémát jelent a szervezetre. Egy rosszul sikerült rablást követően mind Omar, mind Barksdale veszít egy embert.
Megismerjük Tommy Carcetti városi tanácsost, aki a polgármesteri székre törekszik, illetve Dennis „Cutty” Wise-t is, Barksdale korábbi katonáját, aki hosszú börtönbüntetés után szabadult. Cutty visszatér Avon bandájába, azonban hamar szembesül vele, hogy eljárt felette az idő, így más munka után kell néznie. Végül ökölvívás-edzőként találja meg boldogságát.
A pályafutása végéhez közeledő Howard „Bunny” Colvin őrnagy úgy dönt, hogy ideje végre változtatni a nyugati körzetben uralkodó áldatlan állapotokon, ezért kockázatos kísérletbe kezd. A vezetőség tudta nélkül három lakatlan területre koncentrálja a drogkereskedelmet, és e helyeken nem foganatosít letartóztatásokat, ezáltal mintegy legitimálja a kábítószert. Kísérlete következményeként a körzet többi része kivirágzik, drasztikusan csökken a bűnözés, azonban felettesei és a politikusok botrányt kiáltanak, megszüntetik intézkedéseit, lefokozzák és nyugdíjba küldik.
A Kiemelt Ügyek Egysége rájön, hogy Stringer ingatlanba fekteti pénzét, és közel áll hozzá, hogy megvalósítsa álmát és üzletemberré váljon. Tapasztalatlansága miatt azonban komoly veszteségeket szenved és kénytelen visszatérni a drogüzlethez. Mivel úgy hiszi, hogy a Marlo elleni háború fogja a vesztüket okozni, Stringer elárulja Avont a rendőrségnek. De Stringert magát is elárulják. Avon feladja őt Omarnak és a városba visszatérő Mouzone-nak, akik végül meg is ölik.
Daniels és egysége letartóztatja Avont, aki hosszú időre börtönbe kerül. A Barksdale-banda bukásával pedig a nyugat-baltimore-i drogbiznisz Marlo kezébe kerül.

### A 4. évad
A Drót negyedik évada az iskolarendszert veszi górcső alá, a harmadik évad történetszálai közül pedig folytatódik a polgármester-választási kampány bemutatása, és jobban megismerhetjük a Stanfield banda üzelmeit.
Új szereplőként ismerjük meg Dukie-t, Randy-t, Michaelt és Namondot (Wee-Bey fiát), négy nyugat-baltimore-i fiút, akik épp most lesznek nyolcadikosok. Ugyanabban az iskolában, amelybe járnak, Prez matematika-tanárként kezdi meg új pályafutását. Prez kezdő tanárként számos problémával küzd, nem tud rendet tartani az óráján és képtelen rávenni diákjait a koncentrálásra. Namond, majd később Michael is Bodie-nak dolgozik, aki Megbízható Joe áruját teríti független dílerként.
A hidegvérű Marlo uralja a nyugati városrész utcáit. Főként megfélemlítéssel és gyilkossággal éri el céljait, a kifinomult üzletemberi minőség távol áll tőle. Saját rossz minőségű kábítószerét rá tudja erőltetni a többi kereskedőre is. Katonái, Chris Partlow és Snoop számos gyilkosságot követnek el ennek érdekében, a holttesteket azonban elrejtik. Az egyre több ismert bűnöző rejtélyes eltűnése azonban mind a gyilkosságiaknak, mind a Kiemelt Ügyek Egységének szemet szúr. Marlo eközben ráveszi Bodie-t, hogy neki terjesszen és Michaelt is igyekszik meggyőzni.
McNulty járőrként dolgozik, Beadie-vel él és úgy fest, hogy végre megtalálta békéjét. Daniels a nyugati körzet parancsnoka lesz, őrnagyi rangban. Kima és Lester pedig a Kiemelt Ügyek Egységének tagjaként nyomoz Avon pénzének útja után és több politikust is bíróság elé idéztetnek. Munkájuknak végül Burrell rendőrfőnök vet véget Royce polgármester nyomására. A Kiemelt Ügyek Egységének ellehetetlenítése után mind Kima, mind Lester áthelyezésüket kérik a gyilkosságiakhoz.
Ezalatt a polgármester-választás demokrata előválasztása az utolsó heteihez érkezik. Úgy tűnik, Royce behozhatatlan előnnyel vezet Carcetti és a harmadik jelölt előtt. Carcetti ekkor azonban előhúzza a bűnözés kérdését, amely győzelemre segíti. Az elsöprő demokrata többségű Baltimore-ban ezek után egyenes út vezet a városházára. Carcetti elkötelezi magát a bűnözés elleni küzdelemre, ezért az inkompetens Burrell helyére Danielst szemeli ki.
További ismerős szereplők tűnnek fel az iskolában, ahol Prez is tanít. „Bunny” Colvin csatlakozik egy kutatáshoz, amely a lehetséges későbbi bűnözőket akarja megfigyelni és megérteni még fiatal korukban. „Cutty” folytatja munkáját az edzőteremben, emellett gondnoki munkát vállal az iskolában. Bubbles pedig egy hajléktalan kamaszt igyekszik visszajuttatni az iskolapadba.
Prez kezd sikereket elérni az osztályban, néhányan azonban ellógják óráit. Namondot kiemelik az osztályból, és beteszik a kísérleti csoportba, ahol egyre inkább tisztelni kezdi Colvint. Randy egy kétségbeesett pillanatában segít a rendőrségnek egy gyilkosság felderítésében, emiatt hamar kiközösítik az iskolában mint besúgót. Michael, hogy megszabaduljon gyűlölt nevelőapjától, Chrishez fordul segítségért. A segítségért cserébe azonban Michael Marlo szolgálatába áll, Chris és Snoop a szárnyaik alá veszik az ígéretes ifjút. Dukie, akit pedig Prez vett szárnyai alá, kikerül az iskolából és elveszíti szinte minden korábbi kapcsolatát.
Megbízható Joe viszályt szít Omar és Marlo Stanfield között, annak érdekében, hogy így meggyőzze Marlót, hogy csatlakozzon a drogkereskedők „szövetkezetéhez”. Miután Omar kirabolja Marlót, az Omarra húz egy gyilkosságot, és megkísérli megöletni, amíg börtönben van. Omar azonban kiszabadul és Joe, illetve Stanfield nyomába ered. Omar sikeresen ellopja a drogkereskedők teljes utánpótlását, így Joe nehéz helyzetbe kerül, hiszen az ő felelőssége volt vigyázni a szállítmányra. Marlo engesztelésképpen találkozni akar a beszállítóval, Joe pedig kénytelen megismertetni őt Vondasszal. Ezek után Marlo igyekszik még jobban megismerni a drog útját, hogy később ne legyen szüksége közvetítőre.
Lester Freamon ezalatt felfedezi a Chris és Snoop által elrejtett hullákat. Bodie felajánlja együttműködését McNultynak Marlo ellen, azonban mielőtt erre sor kerülhetne, kivégzik. Bubbles pártfogoltja, Sherrod meghal, ezért Bubbles magát vádolja és megpróbálja felakasztani magát a rendőrségi kihallgatóban. Michael csatlakozik Marlo katonái közé. Randyék házát felgyújtják, nevelőanyja kórházba kerül, Randy pedig nevelőotthonba. Namondot Colvin magához veszi és vállalja a tehetséges fiú nevelését. A Kiemelt Ügyek Egységét újjáalakítják és folytatják nyomozásukat Stanfield ellen.

### Az 5. évad
Azóta is folyik a nyomozás Marlo Stanfield és bandája után, az üres házakban talált 22 holttest miatt. A városi költségvetés rossz helyzete miatt azonban a rendőrségen megszorításokat vezetnek be, és a Kiemelt Bűnügyek Egységét is feloszlatják. Bunk, Greggs és McNulty a gyilkosságiaknál folytatja a munkát, Lester Freamon és Sydnor pedig Clay Davis szenátor korrupciós ügyei után nyomoz az államügyészi hivatalban.
Az 5. évadban bepillantást nyerhetünk a Baltimore Sun újságíróinak munkájába is.
Duquan, akit a 4. évadban ismertünk meg, kikerült az iskolából mert hajléktalan lett, és Michaelnak segít a drog terjesztésében. Később segítséget kér volt tanárától, Preztől, de a kapott pénzt drogra költi.
Bubbs közben leszokott a drogról és az anonim függők klubjába jár, de Sherrod halálát azóta sem tudja feldolgozni. Elmegy egy HIV-szűrésre, de csalódik a negatív eredményben, mert vezekelni akar. Egy alkalommal a Baltimore Sun egyik újságírója felfigyel rá és ír róla egy cikket, ami a címlapra kerül.
Marlo próbál kapcsolatba kerülni a göröggel a börtönbüntetését töltő Sergei-en keresztül, ami sok pénzébe és idejébe kerül. Idővel azonban összejön a találkozó, megállapodnak, és mivel nincs tovább szüksége Megbízható Joe-ra mint közvetítőre, megöli őt. A nyomozók Joe íróasztalfiókjában vádesküdtszéki iratokat találnak, mely tény arra utal, hogy Joe-nak téglája volt az ügyészségen.
McNulty nem nyugszik bele a megszorításokba, ezért hamis nyomokat hagy gyilkosságok áldozatain, illetve halott hajléktalanokon, hogy sorozatgyilkosságnak tűnjön, de a terve egyelőre nem válik be.
Chris Partlow a vak Butchie megölésével próbálja Omart hazacsalogatni, hogy Marlo leszámolhasson vele. Omar titokban haza is jön, és bosszút esküszik Butchie halála miatt. Marlo és bandája felkészül a támadásra, ami be is következik, de Omart csúnyán csőbe húzzák. A csapda helyszínén több fegyveres várja, és a tűzharcban megölik a társát. Ráadásul megsérül menekülés közben, de ez nem tartja vissza attól, hogy Marlo több emberét megölve vagy megsebesítve üzenjen neki, el fogja kapni.
Burrell rendőrkapitány megegyezik a polgármesterrel, hogy nem rúgják ki, hanem nyugdíjba küldik, cserébe nem hozakodik elő Daniels régi piszkos ügyeivel.
Davis szenátor nyaka körül szorul a hurok. Vádesküdtszék elé állítják, ahol szembesítik a bizonyítékokkal és vádat emelnek ellene. A tárgyaláson azonban meggyőző alakításának és ügyvédjének köszönhetően felmentik a vádak alól. Lester nem hagyja annyiban, megzsarolja a szenátort, aki cserébe bennfentes infókat oszt meg vele, például az ügyészségi tégláról.
A médiában nagy port kavart a McNulty-féle sorozatgyilkosság, hála egy túlbuzgó újságíró hamis beszámolójának a Baltimore Sun lapjain. A rendőri vezetők ezért sajtótájékoztatón jelentik be, hogy elsődleges feladatuk elkapni a tettest, aki a hajléktalangyilkosságokért felel. Számottevő erőforrást azonban nem kapnak a nyomozók az ügy felderítésére. McNulty a felemás helyzetet arra használja fel, hogy Lesterrel lehallgassa Marlo Stanfield telefonját.
A gyilkosságiaknál Bunk nyomoz Michael nevelőapjának gyilkosa után, és Michaelt is kihallgatják, miután az anyja szerint köze lehetett az esethez.
McNulty újabb akciója végre meghozza gyümölcsét, az általa "eltüntetett" hajléktalan esete nagy felbolydulást kelt a városban. Mind a Sun szerkesztőségében, mind a rendőrségen ráállnak az ügyre, utóbbiban immár költségvetési korlát nélkül dolgozhatnak a nyomozók. McNultyt viszont egyre jobban nyomasztja, hogy mekkora vihart kavart.
Omar tovább járja az utcákat Marlo-t keresve, de mikor a legkevésbé sem számít rá, egy trafikban hátulról fejbelövi egy gyerek.
Sydnor megfejti Marlo bandájának üzenetkódolási módszerét. Ennek eredményeként Marlo Stanfield, Chris Partlow és a banda nagy részének kezén kattan a bilincs, elfogják őket, amint átvesznek egy nagyobb heroinszállítmányt. Mivel nem árulhatják el nekik a nyomozók, hogy Marlo telefonjának figyelésével jutottak el hozzájuk, a zárkában egy spiclire gyanakszanak. Odakint Snoop és néhány bandatag elhatározza, hogy el kell intézni Michaelt, de a srác rájön a tervre és megöli Snoop-ot.
McNulty megtudja, hogy lebuktak, Daniels és Pearlman ügyésznő mindent tud a félrevezető ténykedéseiről. A városvezetés egyelőre kivár, a politikai következményeken kívül azért, mert nem akarják veszélyeztetni a Marlo Stanfield elleni vádat.
Lester kiderítette, ki a tégla az ügyészségen, aki több ügyvédnek, közöttük Levy-nek is adott el vádesküdtszéki iratokat. Pearlman ezt arra használja fel, hogy vádalkut kössön Levy-vel a Stanfield-ügyben. Marlo-t feltételesen szabadlábra helyezik, aki elhatározza, hogy eladja a kapcsolatait 10 millióért. Chris Partlow életfogytiglant kap.
Egy újabb, valódi hajléktalangyilkosság történik, de McNulty hamar megtalálja a tettest, aki szintén hajléktalan, és két ilyen gyilkosságért felelős. Ezt úgy jelentik be a sajtótájékoztatón, hogy megvan a sorozatgyilkos, és így az összes többi esetet is rá próbálják húzni. Az ügy lezárva. Ennek eredményeként Daniels lesz a rendőrfelügyelő. A polgármester azonban a statisztikák kozmetikázására kéri őt, aki erre nem hajlandó. Daniels ezért nehéz választás elé kerül: vagy enged a zsarolásnak és megszépíti a statisztikában szereplő számokat, vagy pedig ellenszegül a zsarolásnak, és ezzel megkockáztatja, hogy nyilvánosságra kerülnek az ellene lefolytatott nyomozás aktái. Az előbbi esetben az elveit árulná el, utóbbi esetben pedig a saját, illetve szerettei karrierjét tenné kockára, ezért a harmadik utat választja: lemond a tisztségéről, és ügyvédként folytatja munkáját.
McNultyval és Freamonnal közlik, hogy többé nem végezhetnek igazi rendőrmunkát, legjobb, amire számíthatnak, hogy elássák őket egy jelentéktelen rendőri egységnél. Emiatt mindketten kilépnek a rendőrség kötelékéből. McNulty kapcsolata Beadie-vel viszont rendeződni látszik.

## Szereplők
A Drót szinte egyedülállóan nagy szereplőgárdát mutatott be. A készítők a szereplőválogatás során szem előtt tartották a város demográfiai sajátosságait, mely azt eredményezte, hogy a színészek többsége afroamerikai, ez pedig igazi ritkaságnak számít az amerikai televíziózásban. Az 55. epizód leadásával a Drót vált a második leghosszabb olyan drámai sorozattá, ahol a színészek többsége afroamerikai volt (az első a Soul Food).
A sorozat készítői attól sem riadtak vissza, hogy egyes főbb szereplőket „megöljenek”, ezért a nézők nem lehettek biztosak benne, hogy az adott karakter túléli a sorozatot, csak mert fontos szerepet tölt be a sorozatban, vagy mert népszerű a rajongók körében. Arra a kérdésre, hogy miért kell bizonyos szereplőknek meghalniuk, Simon így válaszolt: „A sorozattal mi nem reményt árulunk, nem törekszünk a nézők kielégítésére, vagy olcsó győzelmekre. A Dróttal azt akarjuk bizonyítani, hogy a bürokrácia és a nagy intézmények, a szervezett bűnözés, a függőség kultúrája, illetve a vadkapitalizmus milyen hatással van az egyénekre. Azt hiszem, így tudtuk kifejezni haragunkat.”

### A főbb szereplők
Az első évad a törvény két oldalán álló főbb karaktereket mutatja be: a bűnüldözőket és a droggal kapcsolatos bűncselekmények elkövetőit. A nyomozás Jimmy McNultynak (Dominic West), a gyilkosságiak tehetséges, ám ellentmondásos megítélésű nyomozójának nyomására indul be. A nyomozás vezetője Cedric Daniels hadnagy (Lance Reddick), aki egyszerre igyekszik feljebb jutni a ranglétrán és sikeresen megoldani az ügyet. Kima Greggs (Sonja Sohn) kábítószeres nyomozóként kerül a csapatba, akinek szembe kell néznie kollégái irigységével, ugyanakkor magánéleti problémáit is meg kell oldania. Nyomozómunkáját nagyban segíti bizalmas informátora, a kábítószer-függősége ellen küzdő 'Bubbles' (Andre Royo). Csakúgy, mint Greggs, Herc és Carver (Domenick Lombardozzi és Seth Gilliam) is a kábítószerekkel foglalkozó részlegtől kerültek a csapatba. E páros erőszakosságra való hajlama egyre inkább háttérbe szorul annak köszönhetően, hogy egyre hasznosabbakká válnak a nyomozás szempontjából. A csapatot a tapasztalt nyomozó Lester Freamon (Clarke Peters), valamint a fiatal, de igen jó kapcsolatokkal rendelkező Roland Pryzbylewski (Jim True-Frost) teszik teljessé. Annak ellenére, hogy mindenki lenézi őket, hamar nagy érdemeket szereznek a nyomozásban, köszönhetően Freamon érzékének az apró, de fontos részletek megfigyeléséhez, illetve Prez affinitásának a jó értelemben vett papírmunkához és a számokhoz.
A nyomozócsoportot két felettesük kíséri figyelemmel, akiket jobban érdekel saját előrejutásuk, mint az ügy előremenetele, ők: William Rawls őrnagy (John Doman) és Ervin Burrell kapitányhelyettes (Frankie Faison). Az államügyész általános helyettese, Rhonda Pearlman (Deirdre Lovejoy) is fontos szerepet játszik, egyrészt ő közvetít a nyomozócsoport és a bíróság között, másrészt ő Jimmy McNulty szeretője. A gyilkosságiaknál Bunk Moreland (Wendell Pierce) és Jay Landsman (Delaney Williams) őrmester kap kiemelt szerepet. Előbbi az egyik legjobb nyomozó, McNulty társa, utóbbi pedig a gyilkosságiak vezetője. Peter Gerety is fontos szerepet játszik mint Phelan bíró, akinek köszönhetően a nyomozás egyáltalán elindul.
A nyomozás másik oldalán Avon Barksdale (Wood Harris) szervezete áll. A harcias vezér legfőbb segítője gyermekkori barátja, az üzlethez remekül értő Stringer Bell (Idris Elba). Avon unokaöccse, D'Angelo (Larry Gilliard Jr.) nagybátyja üzletének egy részét vezeti, de folyamatosan kínozza lelkiismerete tettei miatt. Wee-Bey (Hassan Johnson) rendíthetetlenül hűséges katona, aki Avon parancsára több gyilkosságot is elkövet. D'Angelo szárnyai alatt Poot (Tray Chaney), Bodie (J.D. Williams), és Wallace (Michael B. Jordan) dolgoznak, ők terítik az árut utcaszinten. Wallace okos, de naiv kölyök, akit beszippant a világ, amelyben él, míg Poot inkább szeret követni valakit, mintsem irányítani, Bodie pedig a legtehetségesebb mindhármuk közül, az utca az ő világa. Omar Little (Michael K. Williams) Baltimore rettegett rablója, akinek sajátos vonása, hogy csak drogkereskedőket rabol ki.
A második évad több új szereplővel is megismerteti a nézőt, akik a kikötő környékén dolgoznak: többek között Spiros „Vondas” Vondopoulos (Paul Ben-Victor), Beadie Russell (Amy Ryan) és Frank Sobotka (Chris Bauer). Vondas egy nemzetközi csempészbanda alvezére, Russell a kikötői rendőrség tapasztalatlan járőre, aki egy súlyos bűnügyre figyel fel napi munkája során, míg Sobotka szakszervezeti vezér, aki a csempészeket segíti, hogy így szerezzen pénzt a haldokló szakszervezet megmentéséhez. További fontosabb új karakterek: Nick Sobotka (Pablo Schreiber), Frank unokaöccse, Ziggy Sobotka (James Ransone), Frank fia, és A görög (Bill Raymond), Vondas titokzatos főnöke.
A harmadik évadban több, korábban már látott karakter is fontosabb szerepet kap, így Leander Sydnor nyomozó (Corey Parker Robinson), Bodie, Omar, Megbízható Joe (Robert F. Chew) és Howard „Bunny” Colvin őrnagy (Robert Wisdom). Colvin annak a nyugati körzetnek a parancsnoka, ahol a Barksdale banda folytatja tevékenységét. Az őrnagy közeledvén nyugdíjazásához új, radikális módszerhez folyamodik a drog elleni küzdelemben. Megbízható Joe a keleti városrész drogellátója, aki egyre szorosabb együttműködésbe fog a Barksdale bandával. Sydnor, a rendőrség ifjú csillaga, aki az első évadban már segítette a nyomozást Barksdale ellen, a Kiemelt Ügyek Egysége tagjaként tér vissza a sorozatba. Bodie folyamatosan halad felfelé a ranglétrán. Omar pedig szerelme halála miatt vérbosszút hirdet a Barksdale banda ellen, és csak rájuk irányítja figyelmét.
Új szereplőként jelenik meg a sorozatban Tommy Carcetti (Aidan Gillen), ambiciózus városi tanácsos, Clarence Royce polgármester (Glynn Turman), akinek posztjára Carcetti törekszik, Marlo Stanfield (Jamie Hector), egy felemelkedőben lévő banda vezetője, aki Avon területeire tör és Dennis „Cutty” Wise (Chad Coleman), a frissen szabadult elítélt.
A negyedik évadban négy fiatal színész csatlakozott a stábhoz: Jermaine Crawford mint Duquan „Dukie” Weems; Maestro Harrell mint Randy Wagstaff; Julito McCullum mint Namond Brice és Tristan Wilds mint Michael Lee. Ők négyen a nyugat-baltimore-i általános iskola tanulói. Norman Wilson (Reg E. Cathey), Carcetti kampányfőnökeként jelenik meg a sorozatban.
Az ötödik évadban több színész is a korábbinál jelentősebb szerepet kapott, így Gbenga Akinnagbe visszatér mint Chris Partlow, a Stanfield-banda alvezére, Michael Kostroff mint a korrupt ügyvéd, Maurice Levy, és Isiah Whitlock, Jr. mint Clay Davis szenátor. Clark Johnson Augustus Haynesként, a Baltimore Sun városi rovatának szerkesztőjeként tűnik fel, Michelle Paress és Tom McCarthy pedig a fiatal újságírókat, Alma Gutierrezt és Scott Templetont alakítják.

## Epizódok
| Évad | Évad | Epizódok | Eredeti sugárzás     | Eredeti sugárzás    | Magyar sugárzás      | Magyar sugárzás   | Eredeti adó | Magyar adó |
| Évad | Évad | Epizódok | Évadpremier          | Évadfinálé          | Évadpremier          | Évadfinálé        | Eredeti adó | Magyar adó |
| ---- | ---- | -------- | -------------------- | ------------------- | -------------------- | ----------------- | ----------- | ---------- |
|      | 1    | 13       | 2002. június 2.      | 2002. szeptember 8. | 2007. március 22.    | 2007. június 21.  | HBO         | Duna TV    |
|      | 2    | 12       | 2003. június 1.      | 2003. augusztus 24. | 2007. november 8.    | 2008. január 31.  | HBO         | Duna TV    |
|      | 3    | 12       | 2004. szeptember 19. | 2004. december 19.  | 2009. február 5.     | 2009. április 30. | HBO         | Duna TV    |
|      | 4    | 13       | 2006. szeptember 10. | 2006. december 10.  | 2010. február 12.    | 2010. május 14.   | HBO         | Duna TV    |
|      | 5    | 10       | 2008. január 6.      | 2008. március 9.    | 2010. szeptember 17. | 2010. december 3. | HBO         | Duna TV    |

## Díjak

### Elnyert
| Év   | Díj            | Kategória                                   | A nyertes(ek) |
| ---- | -------------- | ------------------------------------------- | --- |
| 2003 | Artios         | A legjobb szereplőválogatás drámai pilotban | Alexa L. Fogel, Pat Moran |
| 2004 | ASCAP Award    | A legjobb főcímdal                          | Tom Waits |
| 2004 | Peabody Awards |                                             | |
| 2007 | Eddie          | A legjobb vágás 60 perces sorozatban        | Kate Sanford (A Boys of Summer című epizódért)                                                                                    |
| 2007 | Edgar          | A legjobb forgatókönyv                      | Ed Burns, Kia Corthron, Dennis Lehane, David Mills, Eric Overmyer, George Pelecanos, Richard Price, David Simon, William F. Zorzi |
| 2008 | WGA Award (TV) | A legjobb drámai sorozat                    | Ed Burns, Chris Collins, Dennis Lehane, David Mills, George Pelecanos, Richard Price, David Simon, William F. Zorzi               |
| 2008 | Heritage Award |                                             | |
| 2009 | DGA Award      | A legjobb rendezés                          | Daniel Attias és segédei: Nina Kostroff-Noble, Eric Henriquez, Xanthus Valan, Timothy Blockburger (A Transitions című epizódért)  |
| 2009 | IFTA Award     | A legjobb színész                           | Aidan Gillen |

### Jelölések
| Év   | Díj               | Kategória                            | A jelölt(ek) |
| ---- | ----------------- | ------------------------------------ | --- |
| 2003 | Edgar             | A legjobb sorozat epizód             | David Simon, Ed Burns (A célpont című epizódért)                                                                    |
| 2003 | GLAAD Media Award | A legjobb drámai sorozat             | |
| 2003 | Image Award       | A legjobb drámai sorozat             | |
| 2003 | TCA Award         | A legjobb kivitelezés                | |
| 2003 | TCA Award         | A legjobb új sorozat                 | |
| 2003 | TCA Award         | A legjobb sorozat                    | |
| 2004 | Image Award       | A legjobb színész                    | Wendell Pierce |
| 2004 | Image Award       | A legjobb drámai sorozat             | |
| 2004 | TCA Award         | A legjobb drámai sorozat             | |
| 2005 | Emmy              | A legjobb forgatókönyv               | George Pelecanos, David Simon (A Middle Ground című epizódért)                                                      |
| 2005 | GLAAD Media Award | A legjobb drámai sorozat             | |
| 2005 | Image Award       | A legjobb drámai sorozat             | |
| 2005 | Image Award       | A legjobb női mellékszereplő         | Sonja Sohn |
| 2005 | Image Award       | A legjobb férfi mellékszereplő       | Idris Elba |
| 2006 | Satellite Award   | A legjobb drámai sorozat             | |
| 2007 | Image Award       | A legjobb drámai sorozat             | |
| 2007 | Image Award       | A legjobb színész                    | Michael K. Williams                                                                                                 |
| 2007 | Image Award       | A legjobb rendezés                   | Seith Mann (A Home Rooms című epizódért)                                                                            |
| 2007 | Image Award       | A legjobb férfi mellékszereplő       | Wendell Pierce |
| 2007 | Image Award       | A legjobb férfi mellékszereplő       | Glynn Turman |
| 2007 | Golden Reel Award | A legjobb hangvágás                  | Jennifer Ralston, Igor Nikolic, Matthew Haasch (A Misgivings című epizódért)                                        |
| 2007 | TCA Award         | A legjobb kivitelezés                | |
| 2007 | TCA Award         | A legjobb sorozat                    | |
| 2008 | Emmy              | A legjobb forgatókönyv               | David Simon, Ed Burns (A -30- című epizódért)                                                                       |
| 2008 | TCA Award         | A legjobb sorozat                    | |
| 2008 | TCA Award         | A legjobb kivitelezés                | |
| 2008 | TCA Award         | A legjobb egyéni teljesítmény        | David Simon |
| 2008 | WGA Award         | A legjobb forgatókönyv               | David Simon, Ed Burns (A Final Grades című epizódért)                                                               |
| 2009 | Eddie             | A legjobb vágás 60 perces sorozatban | Kate Sanford (A More With Less című epizódért)                                                                      |
| 2009 | BAFTA TV Award    | A legjobb ???                        | David Simon, Ed Burns, Nina Kostroff-Noble, Joe Chappelle                                                           |
| 2009 | Image Award       | A legjobb drámai sorozat             | |
| 2009 | Image Award       | A legjobb rendezés                   | Seith Mann (A The Dickensan Aspect című epizódért)                                                                  |
| 2009 | Image Award       | A legjobb férfi mellékszereplő       | Michael K. Williams                                                                                                 |
| 2009 | Image Award       | A legjobb női mellékszereplő         | Sonja Sohn |
| 2009 | WGA Award         | A legjobb forgatókönyv               | Ed Burns, Chris Collins, David Mills, David Simon, William F. Zorzi, Richard Price, Dennis Lehane, George Pelecanos |